# Ankistrodon
No debe ser confundido con el género de serpientes Agkistrodon.
Ankistrodon es un género de arcosaurio que vivió en el  Triásico inferior (hace cerca de 248 millones de años) cuyos fósiles fueron encontrados en la India, el cual fue inicialmente considerado como un dinosaurio. Más tarde fue considerado como un arcosauriforme proterosúquido. La especie tipo es A. indicus, descrita por el prolífico zoológo británico Thomas Henry Huxley en 1865. Una autoridad en la década de 1970 clasificó a Ankistrodon como un sinónimo más moderno de Proterosuchus.